# Henrik Lundström (attore)
Henrik Lundström, nato Per Henrik Lundström (13 dicembre 1983), è un attore svedese, principalmente noto per aver interpretato il giovane e fidato Pierre Tanguy in Evil - Il ribelle (2003), l'inesperto Martin von Lindhé in Kocken (2005) e il timido e introverso Fredrik in Together (2000).

## Biografia
È cresciuto a Stoccolma, dove ha frequentato il Sankt Eriks Gymnasium.
Esordisce nel cinema svedese con il film Together (2000), diretto da Lukas Moodysson, al fianco di Lisa Lindgren, Michael Nyqvist ed Emma Samuelsson. Presto raggiunge la notorietà a livello europeo con il ruolo in Evil - Il ribelle (2003), di Mikael Håfström, tratto dal romanzo di Jan Guillou.

## Filmografia parziale
- Together (Tillsammans), regia di Lukas Moodysson (2000)
- Evil - Il ribelle (Ondskan), regia di Mikael Håfström (2003)
- Sprickorna i muren, regia di Jimmy Karlsson (2003)
- Graven - miniserie TV (2004)
- Una tartaruga di nome Joseph (Håkan Bråkan & Josef), regia di Erik Leijonborg (2004)
- Kocken, regia di Mats Arehn (2005)
- Göta kanal 2 – Kanalkampen, regia di Pelle Seth (2006)
- Darling, regia di Johan Kling (2007)
- Kärlek 3000, regia di Shahriyar Latifzadehr (2008)
- Elsas Värld – serie TV, 8 episodi (2013)
- The Bridge - La serie originale (Bron/Broen) – serie TV, 14 episodi (2013-2015)
- Der Kommissar und das Meer – serie TV, 1 episodio (2016)
- The Last Kingdom – serie TV, episodio 2x04 (2017)